# Fabio Zamarion
Fabio Zamarion (Roma, 27 luglio 1961) è un direttore della fotografia italiano.

## Biografia
Figlio di un economista della Banca d'Italia, studia fotografia al Centro Sperimentale dal 1982 al 1984, avendo come insegnanti Carlo Di Palma, Beppe Lanci e Franco Di Giacomo.
Compie il proprio apprendistato nella troupe di Vittorio Storaro, suo vicino di casa, sui set di grandi produzioni come Ishtar (1987) di Elaine May e L'ultimo imperatore (1987) di Bernardo Bertolucci. In seguito ricopre il ruolo di operatore alla macchina per Mauro Marchetti, allievo di Storaro, lavorando con lui ai film diretti da Marco Risi Mery per sempre (1989), Ragazzi fuori (1990), Il muro di gomma (1991) e Nel continente nero (1993). In questa veste torna poi a lavorare con Storaro, per Piccolo Buddha (1993) di Bertolucci e i film diretti da Carlos Saura Tango (1998) e Goya (1999).
Nel 2000 esordisce come direttore della fotografia al cinema con Occidente di Corso Salani e in televisione con Padre Pio - Tra cielo e terra di Giulio Base, e negli anni successivi porta avanti la sua attività in entrambi gli ambiti.
Si fa notare per il lavoro svolto in Respiro (2002) diretto da Emanuele Crialese, film di ambienti naturali rappresentati in modo non calligrafico, che gli vale la prima candidatura al David di Donatello per il miglior direttore della fotografia. Ne ottiene una seconda già l'anno successivo con le immagini più convenzionali per la commedia adolescenziale Che ne sarà di noi e raggiunge la consacrazione con La sconosciuta (2006), diretto da Giuseppe Tornatore, con il quale conquista il David di Donatello e la candidatura all'European Film Award. 
In seguito collabora con altri nomi di rilievo del cinema italiano contemporaneo, quali Ferzan Özpetek (Un giorno perfetto), Francesca Archibugi (Questione di cuore) e Roberta Torre (I baci mai dati). 
Suo cugino Claudio, più giovane di undici anni, si è a sua volta affermato come direttore della fotografia nel corso degli anni duemila, collaborando regolarmente con Carlo Vanzina.

## Riconoscimenti
- David di Donatello per il miglior direttore della fotografia
  - vincitore:
    - 2007: La sconosciuta

  - candidato:
    - 2003: Respiro
    - 2004: Che ne sarà di noi
    - 2013: La migliore offerta

## Filmografia

### Cinema
- Occidente, regia di Corso Salani (2000)
- Una bellezza che non lascia scampo, regia di Francesca Pirani (2001)
- Respiro, regia di Emanuele Crialese (2002)
- Che ne sarà di noi, regia di Giovanni Veronesi (2004)
- Evilenko, regia di David Grieco (2004)
- L'educazione fisica delle fanciulle (The Fine Art of Love: Mine Ha-Ha), regia di John Irvin (2005)
- La sconosciuta, regia di Giuseppe Tornatore (2006)
- Signorina Effe, regia di Wilma Labate (2007)
- Un giorno perfetto, regia di Ferzan Özpetek (2008)
- Il prossimo tuo, regia di Anne Riitta Ciccone (2008)
- Questione di cuore, regia di Francesca Archibugi (2009)
- Scontro di civiltà per un ascensore a Piazza Vittorio, regia di Isotta Toso (2010)
- I baci mai dati, regia di Roberta Torre (2010)
- L'ultimo gattopardo - Ritratto di Goffredo Lombardo, regia di Giuseppe Tornatore – documentario (2010)
- La migliore offerta, regia di Giuseppe Tornatore (2013)
- Amaro amore, regia di Francesco Henderson Pepe (2013)
- Una piccola impresa meridionale, regia di Rocco Papaleo (2013)
- Il pretore, regia di Giulio Base (2014)
- Mio papà, regia di Giulio Base (2014)
- Poli opposti, regia di Max Croci (2015)
- Assolo, regia di Laura Morante (2016)
- La corrispondenza, regia di Giuseppe Tornatore (2016)
- La macchinazione, regia di David Grieco (2016)
- La verità, vi spiego, sull'amore, regia di Max Croci (2017)
- Il vegetale, regia di Gennaro Nunziante (2018)
- Tu mi nascondi qualcosa, regia di Giuseppe Loconsole (2018)
- Non sono un assassino, regia di Andrea Zaccariello (2019)
- Passeggeri notturni, regia di Riccardo Grandi (2019)
- Tolo Tolo, regia di Checco Zalone (2020)
- Genitori vs influencer, regia di Michela Andreozzi (2021)
- Ennio, regia di Giuseppe Tornatore – documentario (2021)
- Il principe di Roma, regia di Edoardo Falcone (2022)
- Girasoli, regia di Catrinel Marlon (2023)
- Fino alla fine, regia di Gabriele Muccino (2024)

### Televisione
- Padre Pio - Tra cielo e terra, regia di Giulio Base – miniserie TV (2000)
- Non ho l'età, regia di Giulio Base – film TV (2001)
- Lourdes, regia di Lodovico Gasparini – miniserie TV (2001)
- La guerra è finita, regia di Lodovico Gasparini – miniserie TV (2002)
- Cuore di donna, regia di Franco Bernini – film TV (2002)
- Soraya, regia di Lodovico Gasparini – miniserie TV (2003)
- Marcinelle, regia di Andrea e Antonio Frazzi – miniserie TV (2003)
- Gli occhi dell'amore, regia di Giulio Base – miniserie TV (2005)
- Angela, regia di Andrea e Antonio Frazzi – film TV (2005)
- Lucia, regia di Pasquale Pozzessere – film TV (2005)
- Callas e Onassis, regia di Giorgio Capitani – miniserie TV (2005)
- Fuga con Marlene, regia di Alfredo Peyretti – film TV (2007)
- Moana, regia di Alfredo Peyretti – miniserie TV (2009)
- Come un delfino – serie TV (2011-2013)
- Anita Garibaldi, regia di Claudio Bonivento – miniserie TV (2012)
- Ritorno al crimine, regia di Massimiliano Bruno – film TV (2021)
- A casa tutti bene - La serie – miniserie TV (2021-2022)